# Neha Uberoi
Neha Uberoi (ur. 6 lutego 1986 w Morristown), amerykańska tenisistka.
Pierwsze kroki w tenisie zaczęła stawiać w wieku pięciu lat. W lutym 2000 roku, mając czternaście lat, zaczęła występować w turniejach ITF a pierwszy swój mecz w turnieju głównym wygrała w lipcu, biorąc udział w niewielkim turnieju w Vancouver. Przez 2001 rok startowała w kwalifikacjach do wielu turniejów ITF, ale bez znaczących osiągnięć. Poważniejszy sukces przyszedł w 2002 roku, kiedy to doszła do półfinału turnieju w Waco w Teksasie a w którym przegrała z Koreanką Chang Kyung-mi. W 2003 roku, po raz pierwszy w karierze, wzięła udział w kwalifikacjach do turnieju WTA w Filadelfii, ale przegrała w pierwszej rundzie z Sandrą Klösel. W lutym 2004 roku wygrała kwalifikacje do turnieju WTA w Hajdarabadzie, pokonując w decydującym o awansie meczu swoją siostrę Shikhę Uberoi. Tym samym po raz pierwszy wystąpiła w turnieju głównym, w którym jednak trafiła w pierwszej rundzie na Mariję Kirilenko i przegrała 3:6, 5:7. W czerwcu tego samego roku osiągnęła finał imprezy ITF w Fort Worth, ale ponownie musiała uznać wyższość siostry, z którą przegrała 1:6, 2:6.
W sierpniu 2004 roku, dzięki dzikiej karcie, wystąpiła w kwalifikacjach gry singlowej do wielkoszlemowego US Open, ale odpadła w pierwszej rundzie. Również z dziką kartą wystąpiła wraz z siostrą w grze deblowej, tym razem od razu w turnieju głównym, jednak para Eleni Daniilidu i Katarina Srebotnik okazała się od nich lepsza już w pierwszej rundzie. Rok później, na podobnych zasadach, ponownie wzięła udział w kwalifikacjach w grze singlowej i tym razem wygrała pierwszy mecz, pokonując Shiho Hisamatsu, ale przegrała drugi z Jennifer Hopkins. W grze deblowej, występując od razu z turnieju głównym, pokonały wspólnie z siostrą parę Els Callens/Mara Santangelo w pierwszej rundzie, ale przegrały w drugiej z parą Anna-Lena Grönefeld/Martina Navrátilová. Pomimo tego było to największe jej osiągnięcie w historii występów w turniejach Wielkiego Szlema.
Jeszcze tego samego roku, bezpośrednio po występie w US Open, osiągnęła swoje największe sukcesy w rozgrywkach WTA, dochodząc dwukrotnie do finałów turniejów w Kalkucie i w Guangzhou w grze deblowej (też w parze s siostrą). Niestety, w obu przypadkach były to finały przegrane. W pierwszym przegrały z parą rosyjską, Jelena Lichowcewa/Anastasija Myskina, a w drugim z parą włosko-szwajcarską, Maria Elena Camerin/Emmanuelle Gagliardi.
Najwyższy ranking w grze singlowej osiągnęła w styczniu 2007 roku i było to miejsce 196. W grze deblowej była notowana znacznie wyżej, bo na miejscu 107 a miało to miejsce w maju 2006 roku.